# فيرونيكا بينيت
فيرونيكا بينيت (بالإنجليزية: Veronica Bennett)‏ (28 فبراير 1953، إنجلترا في المملكة المتحدة)؛ كاتِبة وروائية بريطانية.